# هنري ساغس
هنري ساغس (Henry William Frederick Saggs) (1920 - 2005)، كان عالم آشوريات وكلاسيكيات بريطاني. درس في كل من كينغس كوليج وكلية الدراسات الشرقية والإفريقية, جامعة لندن. وعمل أستاذا في جامعة كارديف. ألف العديد من الكتب حول بابل وآشور، كما وصف بكونه أبرز علماء الآشوريات في القرن العشرين.